# ريتشارد إيفانز (سياسي أسترالي)
ريتشارد إيفانز (بالإنجليزية: Richard Evans)‏ هو سياسي أسترالي، ولد في 7 سبتمبر 1953. حزبياً، نشط في الحزب الليبرالي الأسترالي. وقد انتخب عضو مجلس النواب الأسترالي عن دائرة Division of Cowan ‏ (13 مارس 1993 – 3 أكتوبر 1998).